# Take me with you (The Cats)
Take me with you is een muziekalbum van The Cats uit 1970. Op een nummer van Peter Schoonhoven na, werden alle nummers geschreven door de vijf Cats-leden zelf. Schoonhoven had in die tijd een creatieve functie bij Bovema, de platenmaatschappij van The Cats, en speelde verder in Fresh Air uit Haarlem. Hiermee zetten The Cats de ontwikkeling van eigen nummers voort. Ook werd er niet geheel tegemoetgekomen aan de wensen van het grote publiek, wat bijvoorbeeld te zien is aan het langdurige nummer Lonely walk. Cees Veerman vertelde aan journalist Jip Golsteijn over deze elpee: "Take me with you greep ons ook heel erg aan. We hadden eigenlijk voor het eerst het gevoel iets heel goeds gemaakt te hebben."
De elpee stond 21 weken in de albumlijst en behaalde de nummer 1-positie en de goudstatus. Verschillende nummers van dit album worden gezongen in de documentaire The Cats in Indonesië (maart 1971).

## Nummers
| Nummer | Naam                               | Geschreven door   | Duur | Opmerkingen |
| --- | ---------------------------------- | ----------------- | ---- | ----------- |
| A1 | Where have I been wrong            | Piet Veerman      | 5:19 |             |
| A2 | Take me with you                   | Arnold Mühren     | 3:02 |             |
| A3 | Don't waste my time                | Cees Veerman      | 2:37 |             |
| A4 | Phone call                         | Piet Veerman      | 3:22 |             |
| A5 | Five little tears                  | Arnold Mühren     | 2:49 |             |
| A6 | Crying like I've never done before | Cees Veerman      | 4:23 |             |
| B1 | I don't know                       | Peter Schoonhoven | 2:37 |             |
| B2 | I walk through the fields          | Cees Veerman      | 3:56 |             |
| B3 | If I could make you blue           | Arnold Mühren     | 2:29 |             |
| B4 | Irish                              | Theo Klouwer      | 2:13 |             |
| B5 | I love you, I do                   | Jaap Schilder     | 3:34 |             |
| B6 | Lonely walk                        | Piet Veerman      | 6:17 |             |
| Later zijn er van dit album opnieuw versies op cd uitgebracht waarop bonustracks staan. Deze cd is net als alle andere platen van The Cats in 2014 opgenomen in het verzamelwerk Complete. Op deze uitgave waren de bonustracks als volgt: |                                    |                   |      |             |
| 13. | Magical mystery morning            | Arnold Mühren     |      |             |
| 14. | The greatest thing                 | Jaap Schilder     |      |             |
| 15. | Marian                             | Arnold Mühren     |      | live        |
| 16. | Lies                               | Lewis & Clarke    |      | live        |